# تيانانمن
تيانانمن، تيان آن من أو بوابة السلام السماوية (بالصينية:天安门) هو نصب شهيرة في بكين عاصمة جمهورية الصين الشعبية. ويعتبر رمز وطني شهير. بني في بادئ الأمر خلال عهد أسرة مينج في عام 1420، وغالبا ما يشار إليها باسم تيان آن من الموجود على المدخل الامامي للمدينة المحرمة.

## معرض صور

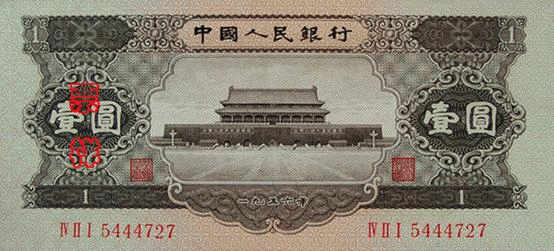
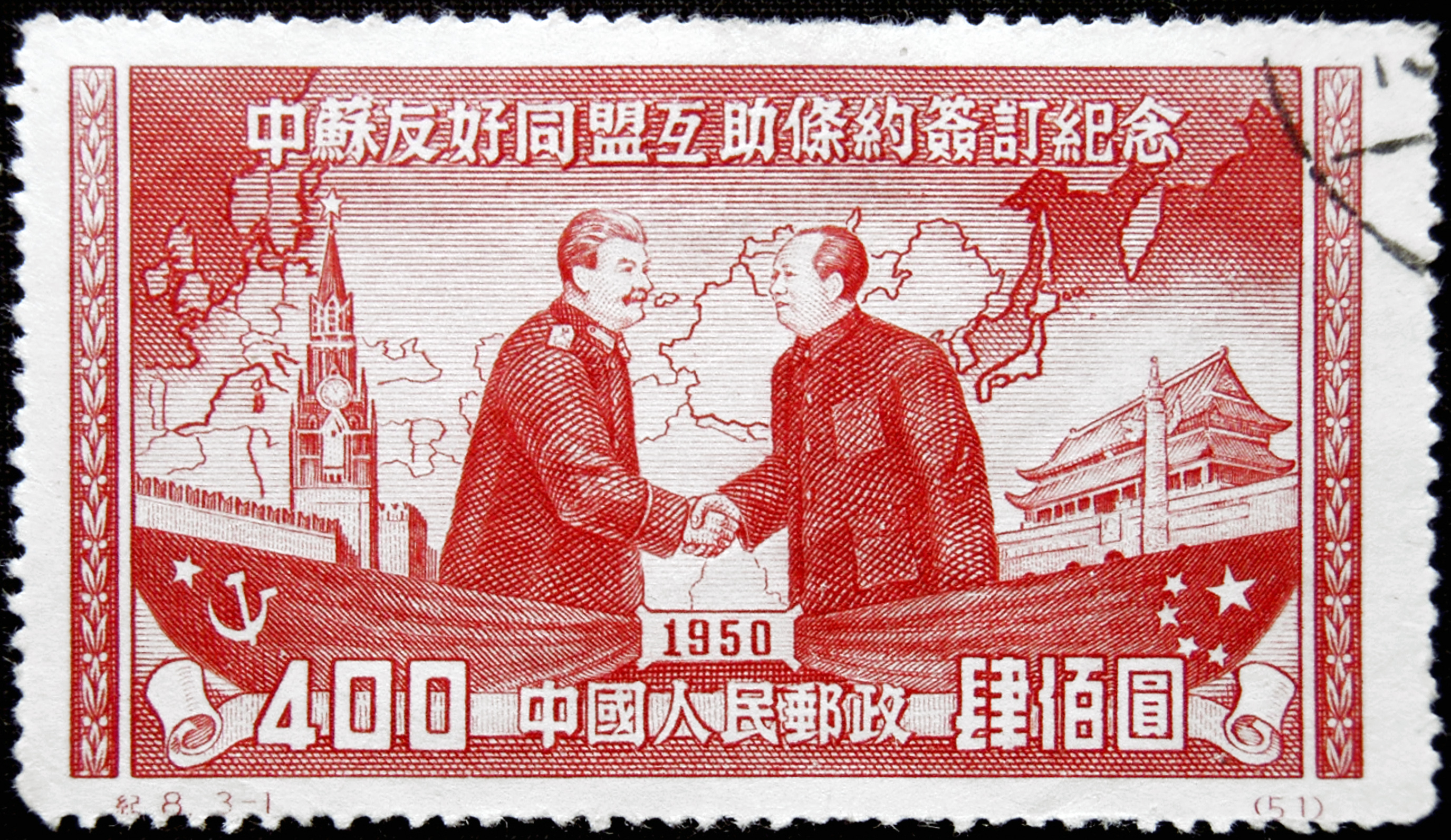